# Katja Verheyen
Katja Verheyen, née le 29 février 1980 à Genk, est une femme politique belge, membre de la Nieuw-Vlaamse Alliantie (N-VA).

## Biographie
Katja Verheyen nait le 29 février 1980 à Genk.
Lors des élections régionales de 2019, elle devient députée au Parlement flamand à la suite de la décision de Jan Peumans de ne pas siéger.